# Nikolai Nikolajewitsch Rukawischnikow
Nikolai Nikolajewitsch Rukawischnikow (russisch Николай Николаевич Рукавишников, wiss. Transliteration Nikolaj Nikolaevič Rukavišnikov; * 18. September 1932 in Tomsk, Russische SFSR; † 18. Oktober 2002 in Moskau) war Physiker und sowjetischer Kosmonaut.

## Leben
Nachdem Nikolai Rukawischnikow 1957 am Moskauer Ingenieur-Physikalischen Institut sein Physikstudium abgeschlossen hatte, arbeitete er als Ingenieur im Konstruktionsbüro Sergei Koroljows. Der Physiker wurde 1967 für das sowjetische Mondlandeprogramm als Kosmonaut ausgewählt. Nachdem das sowjetische Mondlandeprogramm 1968 aufgegeben worden war, wurde Rukawischnikow am 27. Mai 1968 durch das Zentrale Konstruktionsbüro des Experimentellen Maschinenbaus als Raumfahrer übernommen.
1971 gehörte Rukawischnikow als Forschungskosmonaut der Mannschaft von Sojus 10 an, der nur eine unvollständige Kopplung an Saljut 1 gelang. 1974 erprobte der Physiker als Bordingenieur von Sojus 16 alle Elemente des US-amerikanisch-sowjetischen Apollo-Sojus-Projekts. 1979 war Rukawischnikow Kommandant von Sojus 33, die sich an die Raumstation Saljut 6, an der Sojus 32 angedockt war, annäherte; es erfolgte jedoch keine Kopplung. Mit dieser Mission war Nikolai Rukawischnikow der erste zivile Kommandant eines Sojus-Raumschiffes innerhalb des Interkosmos-Programmes. 1980 errang der Ingenieur den Titel eines Kandidaten der technischen Wissenschaften.
Rukawischnikow war noch für die Mission Sojus T-11 vorgesehen. Eine schwere Erkrankung verhinderte jedoch seine Teilnahme. An seiner Stelle flog Gennadi Strekalow. Nachdem Rukawischnikow am 7. Juli 1987 aus dem Kosmonautencorps ausgeschieden war, wurde er bei NPO Energija beschäftigt. Er starb am 18. Oktober 2002 in Moskau an den Folgen eines Herzinfarktes.
Rukawischnikow war verheiratet und hatte ein Kind.

## Belege
- spacefacts.de: Kurzbiografie
- Peter Stache: Raumfahrer von A bis Z. Militärverlag der Deutschen Demokratischen Republik, Berlin [Ost] 1988, ISBN 3-327-00527-3.

| Personendaten    | Personendaten                               |
| ---------------- | ------------------------------------------- |
| NAME             | Rukawischnikow, Nikolai Nikolajewitsch      |
| ALTERNATIVNAMEN  | Рукавишников, Николай Николаевич (russisch) |
| KURZBESCHREIBUNG | sowjetischer Kosmonaut, Physiker            |
| GEBURTSDATUM     | 18. September 1932                          |
| GEBURTSORT       | Tomsk, Russische SFSR, Sowjetunion          |
| STERBEDATUM      | 18. Oktober 2002                            |
| STERBEORT        | Moskau, Russland                            |